# 山椒大夫
《山椒大夫》，是日本明治至大正年間的小說家森鷗外著作小說，和森鷗外的代表作之一。及電影導演溝口健二所執導的電影。內容講述兩名貴族小孩，被賣為奴的故事。曾榮獲1954年威尼斯影展銀獅獎。

## 故事
故事發生在十一世紀的日本，地方官平正氏因不願同流合污而被放逐，臨行前訓誡兒子要懂得寬恕別人。不料他的家人在一次遠行中被擄劫，妻子被迫當娼妓，一對年幼子女則淪為貪官山椒大夫的奴僕，兒子廚子王改名為陸奧，女兒安壽改名為忍。十年後，兩人一個18歲，一個23歲。兒子廚子王長大後，雖然已成為山椒大夫最信任的手下，但他一直沒有忘記父親的教誨，並在妹妹的苦勸及協助下逃離山椒家，忍為了掩護哥哥出逃，自己投河自盡。廚子王成功逃脫後，得到山椒大夫的兒子太郎的幫助，太郎替他給第一大臣寫了一封推薦信，讓他為奴隸們爭取公義，陸奧冒死向首相（第一大臣）申冤，第一大臣對前理長的事跡很是佩服敬仰，聽說他是已故前任理長的兒子，就上書天皇，任命陸奧為新任理長，管理山椒大夫所在的端午省。陸奧到任後頒布了禁止買賣奴隸和解放奴隸的法令，但是山椒大夫拒不執行命令並且搗毀了告示牌，陸奧帶領手下擒住了山椒大夫並將他和其家人流放。得知妹妹已經為了掩護他逃亡而投河自盡後，他解放了所有的奴隸，奴隸們歡呼放火燒了山椒大夫的家。是夜，他向第一大臣提交了辭呈。在佐渡島，他找到了已失明母親，母子相認並抱頭痛哭，陸奧完成了對於父親的承諾：嚴以責己寬以待人，一個沒有同情心的人不是人，人生來是平等的，有追求幸福的權利…

## 電影
1954年3月31日在日本首次公映。溝口健二執導。大映負責製作。此電影在海外國家上映後獲得很高的評價，並榮獲威尼斯影展銀獅獎，同時也成為溝口的代表作之一。
此作亦是自從溝口執導的前作電影《西鶴一代女》《雨月物語》以來，第3次和連續第3年入圍威尼斯影展的作品。並於日本國內電影旬報的排名中登上第9名。
此外，該電影故事最後在海邊的情景後來也在尚盧·高達執導的電影《狂人皮埃洛》中再度重現。

### 製作人員
- 導演：溝口健二
- 製作：永田雅一（日语：永田雅一）
- 編劇：八尋不二（日语：八尋不二）、依田義賢（日语：依田義賢）
- 企劃：久一
- 攝影：宮川一夫（日语：宮川一夫）
- 錄音：大谷巖（日语：大谷巌）
- 照明：岡本健一[1]
- 美術：伊藤熹朔（日语：伊藤熹朔）
- 音樂：早坂文雄
- 剪輯：宮田味津三
- 助理導演：田中德三
- 進行：小澤宏

### 演員
- 玉木：田中絹代
- 廚子王：花柳喜章（日语：花柳喜章）
- 安壽：香川京子
- 山椒大夫：進藤英太郎（日语：進藤英太郎）（東映）
- 仁王：菅井一郎（日语：菅井一郎）（第一協團）
- 吉次：見明凡太郎（日语：見明凡太朗）
- 小萩：小園蓉子（日语：小園蓉子）（松竹）
- 姥竹：浪花千榮子
- 巫女：毛利菊江（日语：毛利菊枝）
- 藤原師實：三津田健（日语：三津田健）（文學座）
- 平正氏：清水將夫（日语：清水将夫）（民藝）
- 曇猛律師：香川良介（日语：香川良介）
- 太郎：河野秋武（日语：河野秋武）
- 內藏介工藤：小柴幹治
- 左太夫：荒木忍（日语：荒木忍）
- 少年時期的廚子王：加藤雅彥 (現在的津川雅彥)
- 少女時期的安壽：榎並啓子
- 遊女中君：大美輝子
- 波路：橘公子（日语：橘公子）
- 汐乃：金剛麗子
- 平正末：南部彰三
- 遊女宿（妓女）的領班：東良之助
- 判官代則村：大邦一公（日语：大邦一公）
- 金平：伊達三郎
- 奴隸：石原須磨男
- 木戶的番人：天野一郎
- 萱野：相馬幸子
- 船隻停泊處的女性：小松美登里（日语：小松みどり (1891年生)）

## 電視劇
以《安壽與廚子王》（日语：安寿と厨子王）為標題，1976年12月20日至12月23日在NHK的少年電視劇系列時段播出。田中澄江編劇。演員由池上季實子、長谷川諭、天本英世及津島惠子等人出演。

## 舞台劇
由CLIE製作的朗讀演劇系列，同時將森鷗外的另一部作品「高瀨舟」一起搬上舞台劇。
- 極上文學 第9彈『高瀨舟·山椒大夫』（2015年10月，製作：CLIE，企劃：MAG.net，製作：Andem)

### 演員
村田充、伊勢大貴、藤原祐規、松本祐一、椎名鯛造、水石亞飛夢、服部翼、松田洋治、天宮良

### 製作人員
- 演出：木村真（日语：キムラ真）（ナイスコンプレックス）
- 編劇：神樂澤小虎（MAG.net）
- 音樂：橋本啓一

## 其它
由中島美雪主演、導演、編劇、作詞作曲的音樂劇《夜會Vol.18 ～夜物語～元祖·今晩屋》。
2008年11月20日～12月19日的公演在赤坂ACT劇場、2009年1月30日～2月15日的公演在Theatre BRAVA！進行。

## 相關項目
- 安壽和廚子王丸

## 外部連結
- 『山椒大夫』：新字新仮名 （页面存档备份，存于） （日語）－青空文庫
- 山椒大夫 （页面存档备份，存于） （日語）－allcinema（日语：allcinema）
- 山椒大夫 （页面存档备份，存于） （日語）－KINENOTE（日语：キネマ旬報映画データベース）
- AllMovie上《山椒大夫》的资料（英文）
- 互联网电影数据库（IMDb）上《山椒大夫》的资料（英文）
- 極上文學 （页面存档备份，存于） （日語）
- 株式會社CLIE （页面存档备份，存于） （日語）